# Desmond Crawley
Desmond John Chetwode Crawley, CMG, CVO (* 2. Juni 1917; † 26. April 1993) war ein britischer Diplomat, der unter anderem von 1963 bis 1966 Hochkommissar in Sierra Leone, zwischen 1966 und 1970 Botschafter in Bulgarien sowie zuletzt von 1970 bis 1975 Gesandter beim Heiligen Stuhl war.

## Leben
Desmond John Chetwode Crawley, Sohn von Oberstleutnant C. G. C. Crawley, OBE, und Agnes Luke, absolvierte nach dem Besuch der King’s School in Ely ein Studium am Queen’s College der University of Oxford. Im September 1939 trat er in den Verwaltungsdienst von Britisch-Indien ein, den Indian Civil Service, und war daraufhin in der Verwaltung der Präsidentschaft Madras tätig. Nach der Unabhängig Indiens 1947 wechselte er in das neu gegründete Ministerium für die Beziehungen zum Commonwealth of Nations (Commonwealth Relations Office) und war dort zwischen 1952 und 1953 Erster Privatsekretär (Principal Private Secretary) des damaligen Ministers (Secretary of State for Commonwealth Relations), Philip Cunliffe-Lister, 1. Viscount Swinton, sowie von 1955 bis 1958 Leiter des Referats Wirtschaftspolitik (Head of  Economic Policy Department, Commonwealth  Relations Office). Daraufhin fungierte er von 1958 bis 1962 als stellvertretender Hochkommissar in Pakistan und wurde für seine dortigen Verdienste 1961 Commander des Royal Victorian Order (CVO).
Als Nachfolger von John Johnston wurde Crawley 1963 Hochkommissar in Sierra Leone und bekleidete diesen Posten bis 1966, woraufhin Stanley Fingland seine dortige Nachfolge antrat. Während dieser Verwendung wurde er am 1. Januar 1964 auch Companion des Order of St Michael and St George (CMG). Zum 21. April 1966 erfolgte sein Wechsel in den diplomatischen Dienst (HM Diplomatic Service), woraufhin er am 3. Dezember 1966 als Nachfolger von William Harpham zum Botschafter in Bulgarien ernannt wurde. Er bekleidete dieses Amt bis 1970 und wurde daraufhin von Donald Logan abgelöst.
Zuletzt wurde Desmond Crawley 1970 Gesandter beim Heiligen Stuhl und trat dort die Nachfolge von Sir Michael S. Williams an. Er verblieb auf diesem Posten bis zu seinem vorzeitigen Ausscheiden aus dem diplomatischen Dienst 1975 und wurde daraufhin von Dugald Malcolm abgelöst. Aus seiner 1945 geschlossenen Ehe mit der 1989 verstorbenen Daphne Lesley Mockett gingen zwei Söhne und eine Tochter hervor.